# Африко
Африко (італ. Africo, сиц. Africu) — муніципалітет в Італії, у регіоні Калабрія,  метрополійне місто Реджо-Калабрія.
Африко розташоване на відстані близько 530 км на південний схід від Рима, 105 км на південний захід від Катандзаро, 45 км на схід від Реджо-Калабрії.
Населення — 3127 осіб (2014).
Щорічний фестиваль відбувається 12 травня. Покровитель — San Leo di Africo.

## Демографія
Населення за роками:

Станом на 1 січня 2023 року в муніципалітеті офіційно проживало 36 іноземців з 12 країн, серед них 14 громадян країн Євросоюзу та 5 громадян України.

## Сусідні муніципалітети
- Б'янко
- Бруццано-Цеффіріо
- Козолето
- Рогуді
- Само
- Сант'Агата-дель-Б'янко
- Стаїті